# Concholestes dentalii
Concholestes dentalii is een vlokreeftensoort uit de familie van de Ischyroceridae. De wetenschappelijke naam van de soort is voor het eerst geldig gepubliceerd in 1888 door Giles.